# Tanya Bouffé
Pour les articles homonymes, voir Bouffé.
Tanya Bouffé, née en 1991, est une nageuse sud-africaine.

## Carrière
Tanya Bouffé est médaillée d'argent du 200 mètres brasse et médaillée de bronze du 200 mètres quatre nages aux Championnats d'Afrique de natation 2006 à Dakar,.